# Morti il 12 gennaio
| Questa pagina contiene informazioni ricavate automaticamente dalle voci biografiche con l'ausilio del template Bio e di un bot. L'aggiornamento è periodico e automatico e ricostruisce completamente la pagina. Se manca una persona in questa lista, sei pregato di non aggiungerla, ma accertati piuttosto che la sua voce biografica contenga il template Bio e che i dati anagrafici siano correttamente compilati. Se il template Bio manca, inseriscilo tu stesso o, in alternativa, metti l'avviso {{tmp\|Bio}} che ne segnala la mancanza. Se i dati riportati sono sbagliati, correggi direttamente la voce biografica; le modifiche saranno visibili in questa lista entro pochi giorni. Per chiarimenti vedi il progetto biografie. La lista contiene solo le 547 persone che sono citate nell'enciclopedia e per le quali è stato implementato correttamente il template Bio. Pagina aggiornata al 9 ago 2025. |

## VII secolo(2)
- 659 - Ferreolo di Grenoble, vescovo francese
- 690 - Benedetto Biscop, abate inglese (n. 628)

## X secolo(2)
- 948 - Minamoto no Kintada, poeta giapponese (n. 889)
- 948 - Mibu no Tadamine, poeta giapponese (n. 889)

## XII secolo(3)
- 1140 - Ludovico I di Turingia, nobile tedesco
- 1166 - Abd al-Qadir al-Gilani, mistico e santo persiano (n. 1078)
- 1167 - Aelredo di Rievaulx, monaco cristiano, scrittore e santo inglese (n. 1110)

## XIII secolo(3)
- 1230 - Egino IV di Urach, nobile tedesco
- 1268 - Gissur Þorvaldsson, condottiero islandese (n. 1208)
- 1293 - Pere d'Urtx, nobile e vescovo cattolico spagnolo

## XIV secolo(2)
- 1318 - Kamāl al-Dīn al-Fārisī, astronomo, fisico e matematico persiano (n. 1265)
- 1321 - Maria di Brabante, regina (n. 1254)

## XV secolo(4)
- 1409 - Rupert I di Legnica, nobile polacco (n. 1347)
- 1430 - Lucia da Valcaldara, religiosa italiana (n. 1370)
- 1457 - Jacopo Foscari, nobiluomo italiano
- 1457 - Pietro del Monte, giurista, umanista e vescovo cattolico italiano

## XVI secolo(10)
- 1506 - Bianca d'Este, nobildonna italiana (n. 1440)
- 1519 - Massimiliano I d'Asburgo, imperatore (n. 1459)
- 1546 - Francisco de Vitoria, religioso, filosofo e giurista spagnolo
- 1550 - Andrea Alciato, giurista italiano (n. 1492)
- 1557 - Girolamo Pallavicino, politico italiano
- 1565 - Meir Katzenellenbogen, rabbino tedesco (n. 1482)
- 1573 - William Howard, I barone Howard di Effingham, nobile e ammiraglio inglese
- 1578 - Date Harumune, militare giapponese (n. 1519)
- 1595 - Gaspare Visconti, arcivescovo cattolico italiano (n. 1538)
- 1600 - Bernardino Baldini, umanista, medico e matematico italiano (n. 1515)

## XVII secolo(16)
- 1612 - Charles III de Croÿ, nobile e militare belga (n. 1560)
- 1618 - Eleonora di Württemberg, nobile tedesca (n. 1552)
- 1621 - Şehzade Mehmed, principe ottomano (n. 1605)
- 1625 - Jan Brueghel il Vecchio, pittore fiammingo (n. 1568)
- 1634 - Gómez Suárez de Figueroa y Córdoba, generale e diplomatico spagnolo (n. 1587)
- 1636 - Francesco Carletti, scrittore, viaggiatore e mercante italiano (n. 1573)
- 1638 - Paolo Mattei, nobile, presbitero e funzionario italiano (n. 1591)
- 1642 - Giovanni Ernesto di Hanau-Münzenberg-Schwarzenfels, conte tedesco (n. 1613)
- 1648 - Tommaso Caccini, predicatore italiano (n. 1574)
- 1661 - Nicolas Perrey, incisore e pittore francese (n. 1596)
- 1665 - Pierre de Fermat, matematico francese (n. 1601)
- 1667 - Bernardo da Corleone, francescano italiano (n. 1605)
- 1668 - Jean Bourdon, funzionario francese (n. 1601)
- 1674 - Giacomo Carissimi, compositore italiano (n. 1605)
- 1675 - Marco Giuseppe Peranda, musicista e compositore italiano (n. 1626)
- 1700 - Marguerite Bourgeoys, religiosa francese (n. 1620)

## XVIII secolo(25)
- 1703 - Francesco Eschinardi, fisico e matematico italiano (n. 1623)
- 1705 - Luca Giordano, pittore italiano (n. 1634)
- 1717 - Taddeo Luigi Dal Verme, cardinale e vescovo cattolico italiano (n. 1641)
- 1717 - Constantijn Francken, pittore fiammingo (n. 1661)
- 1719 - John Flamsteed, astronomo inglese (n. 1646)
- 1722 - Maximilien Misson, scrittore e viaggiatore francese
- 1726 - Ercole Ludovico Turinetti di Priero, nobile italiano (n. 1658)
- 1743 - Camillo Cybo, cardinale italiano (n. 1681)
- 1755 - Maria Anna di Schwarzenberg, principessa tedesca (n. 1706)
- 1759 - Anna di Hannover, principessa britannica (n. 1709)
- 1760 - Antonia Merighi, contralto italiano (n. 1695)
- 1763 - Antonio Bonazza, scultore italiano (n. 1698)
- 1765 - Johann Melchior Molter, compositore e violinista tedesco (n. 1696)
- 1768 - Johann Philipp von Walderdorff, arcivescovo cattolico tedesco (n. 1701)
- 1770 - James Stopford, I conte di Courtown, politico irlandese (n. 1700)
- 1771 - Gregorio Bressani, filosofo italiano (n. 1703)
- 1777 - Antonio Vallisneri, scienziato, naturalista e biologo italiano (n. 1708)
- 1778 - François Bigot, funzionario francese (n. 1703)
- 1779 - Andrea Gallandi, storico italiano (n. 1709)
- 1781 - Richard Challoner, vescovo cattolico, scrittore e insegnante inglese (n. 1691)
- 1783 - Filippo Giovanni Battista Nicolis di Robilant, architetto italiano (n. 1723)
- 1784 - Edward Walpole, politico inglese (n. 1706)
- 1786 - Claude-Henri Watelet, incisore, saggista e enciclopedista francese (n. 1718)
- 1789 - Filippo Ferrero della Marmora, politico e militare italiano (n. 1719)
- 1796 - Antonio Marinetti, pittore italiano (n. 1719)

## XIX secolo(82)
- 1803 - Giuseppe Baldrighi, pittore italiano (n. 1722)
- 1806 - Giuseppe Vincenzo Beni, vescovo cattolico italiano (n. 1729)
- 1809 - Pietro Arborio Gattinara, vescovo cattolico italiano (n. 1747)
- 1811 - Mahmud Shah III di Johor, sovrano malese (n. 1756)
- 1812 - James Henry Craig, generale britannico (n. 1748)
- 1817 - Juan Andrés, umanista, critico letterario e bibliotecario spagnolo (n. 1740)
- 1817 - Gaetano Gaspare Uttini, medico italiano (n. 1737)
- 1819 - André Morellet, economista, enciclopedista e traduttore francese (n. 1727)
- 1821 - Pietro Cugini, architetto italiano (n. 1750)
- 1821 - John Macpherson, I baronetto, militare, politico e nobile britannico (n. 1745)
- 1822 - Johann Gottlob Schneider, filologo classico e naturalista tedesco (n. 1750)
- 1827 - Henri van der Noot, politico belga (n. 1731)
- 1829 - Friedrich Schlegel, filosofo tedesco (n. 1772)
- 1829 - Mikiel Anton Vassalli, linguista, scrittore e editore maltese (n. 1764)
- 1831 - Luisa di Danimarca, principessa danese (n. 1750)
- 1833 - Marie-Antoine Carême, cuoco e scrittore francese (n. 1784)
- 1833 - Nicola Ratti, archeologo e storico italiano (n. 1759)
- 1834 - William Wyndham Grenville, I barone Grenville, politico britannico (n. 1759)
- 1836 - Ottavio Mormile, nobile, politico e diplomatico italiano (n. 1761)
- 1839 - Vincenzo Chilone, pittore e scenografo italiano (n. 1758)
- 1839 - Joseph Anton Koch, pittore austriaco (n. 1768)
- 1840 - Carlo Emanuele Sardagna de Hohenstein, arcivescovo cattolico italiano (n. 1772)
- 1841 - Paolo Agelli, pittore italiano (n. 1778)
- 1841 - Märta Helena Reenstierna, scrittrice svedese (n. 1753)
- 1842 - Thomas John Anquetil, ufficiale britannico (n. 1784)
- 1843 - Antonio Pasquale di Borbone-Due Sicilie, cavaliere italiano (n. 1816)
- 1844 - Marija Vasil'evna Vasil'čikova, nobildonna russa (n. 1779)
- 1845 - Nicola Grimaldi, cardinale italiano (n. 1768)
- 1845 - Pierre-François Jamet, presbitero francese (n. 1762)
- 1845 - Franz Wilhelm Lippich, medico slovacco (n. 1799)
- 1845 - Giovanni Vicini, politico e giurista italiano (n. 1771)
- 1848 - Karl Friedrich von dem Knesebeck, generale prussiano (n. 1768)
- 1851 - Henry Pelham-Clinton, IV duca di Newcastle, politico inglese (n. 1785)
- 1852 - Gioacchino Giuseppe Serangeli, pittore italiano (n. 1768)
- 1853 - Sebastiano Balduini, banchiere e politico italiano (n. 1795)
- 1853 - William Henry Cabell, politico statunitense (n. 1772)
- 1853 - Jacques Joseph, conte di Corbière, politico, avvocato e nobile francese (n. 1766)
- 1855 - Maria Teresa d'Asburgo-Lorena, principessa austriaca (n. 1801)
- 1856 - Ľudovít Štúr, linguista, poeta e giornalista slovacco (n. 1815)
- 1858 - Charles de Menthon d'Aviernoz, generale e politico italiano (n. 1793)
- 1860 - Jan Zygmunt Skrzynecki, generale polacco (n. 1787)
- 1861 - Václav Hanka, filologo ceco (n. 1791)
- 1862 - Jørgen Herman Vogt, politico norvegese (n. 1784)
- 1863 - Alexandre-Philippe Andryane, rivoluzionario e politico francese (n. 1797)
- 1865 - Utagawa Kunisada, disegnatore giapponese (n. 1786)
- 1867 - Georg Merz, ottico tedesco (n. 1793)
- 1867 - Marguerite-Joséphine Weimer, attrice teatrale francese (n. 1787)
- 1868 - Celestino Quarelli di Lesegno, magistrato e politico italiano (n. 1792)
- 1869 - Désiré Dalloz, giurista e politico francese (n. 1795)
- 1869 - Luigi Garibbo, pittore italiano (n. 1782)
- 1871 - Henry Alford, teologo inglese (n. 1810)
- 1871 - Tommaso Minardi, pittore e docente italiano (n. 1787)
- 1873 - Giovanni Merlini, presbitero e missionario italiano (n. 1795)
- 1875 - Jenny d'Héricourt, scrittrice e giornalista francese (n. 1809)
- 1875 - Tongzhi, imperatore cinese (n. 1856)
- 1877 - François Buloz, regista teatrale, scrittore e editore francese (n. 1803)
- 1877 - Wilhelm Hofmeister, botanico e biologo tedesco (n. 1824)
- 1879 - Halil Şerif Pascià, diplomatico e politico ottomano (n. 1831)
- 1879 - Auguste Ambroise Tardieu, medico e criminologo francese (n. 1818)
- 1880 - Ida Hahn-Hahn, scrittrice tedesca (n. 1805)
- 1880 - Ellen Arthur, filantropa statunitense (n. 1837)
- 1883 - Anton Fahne, storico e scrittore tedesco (n. 1805)
- 1883 - Giuseppe Morando, architetto italiano (n. 1822)
- 1885 - Luigi Castelli, generale italiano (n. 1810)
- 1885 - Augusto di Württemberg, generale prussiano (n. 1813)
- 1886 - Michele Morini, politico italiano (n. 1818)
- 1886 - Giovanni Toselli, attore teatrale italiano (n. 1819)
- 1887 - Gaspare Ordoño de Rosales, patriota italiano (n. 1802)
- 1889 - Churchill Babington, numismatico, botanico e micologo britannico (n. 1821)
- 1890 - Sarah Fairbrother, attrice teatrale britannica (n. 1816)
- 1890 - Nehemiah Green, politico statunitense (n. 1837)
- 1890 - Júlio César Machado, scrittore portoghese (n. 1835)
- 1891 - Giovanni Battista Cevasco, scultore italiano (n. 1817)
- 1891 - Gioacchino Toma, pittore e patriota italiano (n. 1836)
- 1892 - Salvatore Magnasco, arcivescovo cattolico italiano (n. 1806)
- 1892 - Antonio Maria Pucci, presbitero italiano (n. 1819)
- 1892 - Jean Louis Armand de Quatrefages de Bréau, zoologo e antropologo francese (n. 1810)
- 1892 - Domenico Turazza, matematico e politico italiano (n. 1813)
- 1893 - Ernesto Manca Thiesi di Villahermosa, nobile e generale italiano (n. 1818)
- 1893 - Ottavio Ottavi, enologo italiano (n. 1849)
- 1895 - Gioacchino Bimboni, compositore, trombonista e trombettista italiano (n. 1810)
- 1900 - Manlio Garibaldi, militare italiano (n. 1873)

## XX secolo(247)
- 1901 - Georges Moreau de Tours, pittore francese (n. 1848)
- 1902 - Emidio Coppa, nobile, agronomo e politico italiano (n. 1826)
- 1903 - Max Saenger, ginecologo tedesco (n. 1853)
- 1904 - Giuseppe Imperatrice, avvocato, magistrato e politico italiano (n. 1832)
- 1904 - Oreste Sindici, compositore italiano (n. 1828)
- 1905 - James Mason, scacchista irlandese (n. 1849)
- 1906 - Theodor Weber, teologo e vescovo vetero-cattolico tedesco (n. 1836)
- 1907 - Adolf Bernhard Christoph Hilgenfeld, biblista e teologo tedesco (n. 1823)
- 1908 - Frederic John Goldsmid, esploratore britannico (n. 1818)
- 1909 - Celso Ceretti, patriota e anarchico italiano (n. 1844)
- 1909 - Hermann Minkowski, matematico tedesco (n. 1864)
- 1909 - Giulio Podesti, architetto italiano (n. 1842)
- 1910 - Bass Reeves, poliziotto statunitense (n. 1838)
- 1911 - Georg Jellinek, giurista tedesco (n. 1851)
- 1912 - Luigi Donato Ventura, scrittore italiano (n. 1845)
- 1915 - Émile Amélineau, archeologo e egittologo francese (n. 1850)
- 1915 - Caroline Hammer, fotografa danese (n. 1832)
- 1917 - Thomas Mottershead, militare e aviatore britannico (n. 1892)
- 1917 - Giovanni Mulè Bertòlo, storico, giornalista e politico italiano (n. 1837)
- 1918 - Vito Fazzi, medico e politico italiano (n. 1851)
- 1919 - John B. Mason, attore e cantante statunitense (n. 1858)
- 1919 - Charles Wyndham, attore e medico inglese (n. 1837)
- 1920 - Augusto Scaramella Manetti, agronomo, dirigente d'azienda e politico italiano (n. 1853)
- 1920 - Simon Winawer, scacchista polacco (n. 1838)
- 1921 - Gervase Elwes, tenore inglese (n. 1866)
- 1922 - Thomas Gibson Bowles, giornalista e editore inglese (n. 1841)
- 1922 - Otto Reuter, ingegnere aeronautico e imprenditore tedesco (n. 1886)
- 1924 - René Basset, orientalista francese (n. 1855)
- 1925 - Julius Oscar Brefeld, botanico e micologo tedesco (n. 1839)
- 1925 - Antonio Ursino Recupero, politico e mecenate italiano (n. 1853)
- 1927 - Alfonso Colarossi-Mancini, storico italiano (n. 1859)
- 1927 - Hermann von Tappeiner, farmacologo tedesco (n. 1847)
- 1928 - Ruth Snyder, assassina statunitense (n. 1895)
- 1929 - Ivar Böhling, lottatore finlandese (n. 1889)
- 1930 - Henry de Groux, artista belga (n. 1866)
- 1931 - Henry Gauthier-Villars, scrittore francese (n. 1859)
- 1931 - Domenico Petrini, critico letterario italiano (n. 1902)
- 1932 - Alfred Louis Delattre, archeologo e presbitero francese (n. 1850)
- 1932 - Daniël Noteboom, scacchista olandese (n. 1910)
- 1932 - Ferruccio Zambonini, mineralogista italiano (n. 1880)
- 1934 - Paweł Kochański, violinista polacco (n. 1887)
- 1935 - Frank Daniels, attore e cantante statunitense (n. 1856)
- 1936 - Franz Abbé, ginnasta tedesco (n. 1874)
- 1936 - John Francis Hylan, politico statunitense (n. 1868)
- 1936 - Gustave Lyon, ingegnere e musicista francese (n. 1857)
- 1937 - Cosimo Pirozzo, anarchico italiano (n. 1912)
- 1938 - Gösta Ekman, attore svedese (n. 1890)
- 1938 - Eugène Lomont, pittore francese (n. 1864)
- 1938 - Francesco Mazzinghi, ammiraglio italiano (n. 1852)
- 1939 - Hariclea Darclée, soprano rumeno (n. 1860)
- 1939 - Vincenzo Forte, militare italiano (n. 1886)
- 1939 - Hugo Jahnke, ginnasta svedese (n. 1886)
- 1939 - Julius Menadier, numismatico tedesco (n. 1854)
- 1939 - Miloš Weingart, slavista e pedagogo ceco (n. 1890)
- 1940 - Werner Spalteholz, anatomista tedesco (n. 1861)
- 1940 - Maude Turner Gordon, attrice statunitense (n. 1868)
- 1941 - Jeanne Itasse-Broquet, scultrice francese (n. 1867)
- 1941 - Carlo Rivalta, scultore italiano (n. 1887)
- 1941 - Edu Snethlage, calciatore olandese (n. 1886)
- 1942 - Erbo Graf von Kageneck, aviatore tedesco (n. 1918)
- 1942 - Vladimir Michajlovič Petljakov, ingegnere aeronautico sovietico (n. 1891)
- 1942 - Giuseppe Squillante, ebanista italiano (n. 1867)
- 1943 - Howard Atwood Kelly, ginecologo statunitense (n. 1858)
- 1943 - Giorgio Montini, giornalista e politico italiano (n. 1860)
- 1943 - Frank Alvord Perret, ingegnere, inventore e vulcanologo statunitense (n. 1867)
- 1943 - Charles Tate Regan, ittiologo britannico (n. 1878)
- 1943 - Ferdinando Rodolfi, vescovo cattolico italiano (n. 1866)
- 1943 - Simeon Roksandić, scultore serbo (n. 1874)
- 1944 - Giacomo Almirante, attore italiano (n. 1875)
- 1944 - Juliette Atkinson, tennista statunitense (n. 1873)
- 1944 - Nicola Bunkerd Kitbamrung, presbitero thailandese (n. 1895)
- 1944 - Domenico Mittica, generale e politico italiano (n. 1894)
- 1945 - Eric George Bailey, poliziotto australiano (n. 1906)
- 1945 - Thomas Barlow, medico inglese (n. 1845)
- 1945 - Dino Carta, partigiano italiano (n. 1924)
- 1945 - Theodor Kroyer, docente e musicologo tedesco (n. 1873)
- 1945 - Giorgio Nobili, militare e politico italiano (n. 1863)
- 1945 - Paolo Salvi, ginnasta italiano (n. 1891)
- 1945 - Gertrud Seele, infermiera tedesca (n. 1917)
- 1946 - Gábor Vajna, politico ungherese (n. 1891)
- 1946 - Safiya Zaghloul, attivista egiziana (n. 1876)
- 1947 - Giorgio Enrico Falck, imprenditore e politico italiano (n. 1866)
- 1947 - Karl August Nerger, militare tedesco (n. 1875)
- 1947 - Afrânio Peixoto, scrittore, storico e critico letterario brasiliano (n. 1876)
- 1949 - Muzaffar ul-Mulk, principe indiano (n. 1901)
- 1950 - Pedro Calomino, calciatore argentino (n. 1892)
- 1950 - James Colescott, attivista statunitense (n. 1897)
- 1950 - Petre Dumitrescu, generale rumeno (n. 1882)
- 1950 - John M. Stahl, regista e produttore cinematografico statunitense (n. 1886)
- 1951 - Jacques de Baroncelli, regista e sceneggiatore francese (n. 1881)
- 1951 - Gustaf Boivie, tiratore a segno svedese (n. 1864)
- 1951 - Niels Høeg, compositore di scacchi danese (n. 1876)
- 1951 - Vittorio Molinari, chimico e calciatore italiano (n. 1896)
- 1951 - Louis Østrup, allenatore di calcio danese (n. 1876)
- 1951 - Nina Poore, nobildonna scozzese (n. 1878)
- 1952 - Wilhelm Heckel, tedesco (n. 1879)
- 1952 - Walter Tammas, tiratore di fune britannico (n. 1870)
- 1953 - Vincent Luke Palmisano, politico statunitense (n. 1882)
- 1954 - William Blandy, ammiraglio statunitense (n. 1890)
- 1954 - Ellen Thesleff, pittrice finlandese (n. 1869)
- 1955 - Armand Thiéry, filosofo e psicologo belga (n. 1868)
- 1956 - Domenico Giuliotti, scrittore italiano (n. 1877)
- 1956 - Norman Kerry, attore statunitense (n. 1894)
- 1956 - Sam Langford, pugile canadese (n. 1883)
- 1956 - Friedrich Wilhelm von Bissing, egittologo tedesco (n. 1873)
- 1957 - Ken Wharton, pilota automobilistico inglese (n. 1916)
- 1959 - Edvard Eriksen, scultore danese (n. 1876)
- 1959 - Heinrich Ernst Karl Jordan, entomologo tedesco (n. 1861)
- 1960 - Carlos Di Sarli, direttore d'orchestra, compositore e pianista argentino (n. 1903)
- 1960 - Giulio Monti, sollevatore italiano (n. 1889)
- 1960 - Nevil Shute, romanziere e ingegnere aeronautico britannico (n. 1899)
- 1963 - Leonard Dawe, calciatore inglese (n. 1889)
- 1963 - Italo Tavolato, scrittore italiano (n. 1889)
- 1965 - Gwynne Evans, pallanuotista e nuotatore statunitense (n. 1880)
- 1965 - Lorraine Hansberry, scrittrice e drammaturga statunitense (n. 1930)
- 1966 - Carlo Galli, diplomatico italiano (n. 1878)
- 1966 - John Hunter, allenatore di calcio e calciatore scozzese (n. 1878)
- 1966 - Manuel Hurtado y García, vescovo cattolico spagnolo (n. 1896)
- 1967 - François Milazzo, calciatore francese (n. 1934)
- 1967 - Holland Smith, generale statunitense (n. 1882)
- 1968 - Josef Hofbauer, calciatore austriaco (n. 1901)
- 1968 - Aleksandr Viktorovič Ivanovskij, regista cinematografico russo (n. 1891)
- 1969 - Ignaz Epper, pittore e scultore svizzero (n. 1892)
- 1969 - Enrico Ferrari, politico italiano (n. 1887)
- 1969 - Betty Fischer, soprano austriaca (n. 1887)
- 1969 - Károly Fogl, allenatore di calcio e calciatore ungherese (n. 1895)
- 1969 - Teodor Peterek, calciatore polacco (n. 1910)
- 1970 - Isabella Maria di Braganza, principessa portoghese (n. 1894)
- 1970 - Ermenegildo Santoni, ingegnere e inventore italiano (n. 1896)
- 1970 - Blanche Stuart Scott, aviatrice, scrittrice e attrice statunitense (n. 1889)
- 1971 - Nerio Bernardi, attore italiano (n. 1899)
- 1971 - André Fierens, calciatore belga (n. 1898)
- 1971 - Onni Lappalainen, ginnasta finlandese (n. 1922)
- 1971 - John Tovey, ammiraglio britannico (n. 1885)
- 1971 - Arnold Ulitz, scrittore tedesco (n. 1888)
- 1972 - Edmund Bieri, calciatore svizzero (n. 1889)
- 1972 - František Čáp, regista e sceneggiatore cecoslovacco (n. 1913)
- 1973 - Francesco Brach Papa, aviatore italiano (n. 1891)
- 1973 - Turk Edwards, giocatore di football americano statunitense (n. 1907)
- 1973 - Roy Franklin Nichols, storico statunitense (n. 1896)
- 1974 - Jack Jacobs, giocatore di football americano statunitense (n. 1919)
- 1974 - Chris MacKintosh, bobbista e lunghista britannico (n. 1903)
- 1974 - Nunzio Malasomma, regista e sceneggiatore italiano (n. 1894)
- 1974 - Patrizia di Connaught, principessa inglese (n. 1886)
- 1975 - Yves Gandon, scrittore francese (n. 1899)
- 1975 - Mike Moser, cestista canadese (n. 1952)
- 1975 - Concetto Pettinato, giornalista e saggista italiano (n. 1886)
- 1976 - Agatha Christie, scrittrice e drammaturga britannica (n. 1890)
- 1976 - Segundo Durandal, calciatore boliviano (n. 1912)
- 1976 - Philip Ford, regista e attore statunitense (n. 1900)
- 1977 - Henri-Georges Clouzot, regista, sceneggiatore e produttore cinematografico francese (n. 1907)
- 1977 - Carlo Dalla Zorza, pittore e incisore italiano (n. 1903)
- 1977 - Jurij Vladimirovič Solov'ëv, danzatore sovietico (n. 1940)
- 1978 - Michele Camposarcuno, avvocato e politico italiano (n. 1892)
- 1978 - Robert Harbin, illusionista e scrittore britannico (n. 1908)
- 1978 - Déodat Roché, storico e esoterista francese (n. 1877)
- 1978 - Arthur Sheekman, giornalista, sceneggiatore e commediografo statunitense (n. 1901)
- 1979 - Alessandro Bermani, politico italiano (n. 1906)
- 1979 - Giovanni Buitoni, imprenditore e politico italiano (n. 1891)
- 1979 - Giovanni Dioguardi, mafioso statunitense (n. 1914)
- 1979 - Icilio Missiroli, saggista, commediografo e politico italiano (n. 1898)
- 1979 - Pete Smith, produttore cinematografico statunitense (n. 1892)
- 1980 - Edgardo Moltoni, ornitologo italiano (n. 1896)
- 1980 - Gianni Oberto Tarena, avvocato e politico italiano (n. 1902)
- 1980 - Finn Rønne, esploratore e navigatore norvegese (n. 1899)
- 1980 - Baciccia Scano, pittore italiano (n. 1895)
- 1981 - Isobel Elsom, attrice inglese (n. 1893)
- 1981 - Marcel Gobillot, ciclista su strada francese (n. 1900)
- 1982 - Emilio Barucco, calciatore italiano (n. 1896)
- 1983 - Rebop Kwaku Baah, percussionista ghanese (n. 1944)
- 1983 - Albano Luisetto, calciatore italiano (n. 1920)
- 1983 - Nikolaj Viktorovič Podgornyj, politico sovietico (n. 1903)
- 1984 - Umberto Tombari, ingegnere italiano (n. 1900)
- 1985 - Aldo Barberito, attore e doppiatore italiano (n. 1925)
- 1985 - Hugh Gerhardi, calciatore sudafricano (n. 1933)
- 1986 - Marcel Arland, scrittore, saggista e critico letterario francese (n. 1899)
- 1986 - Ludwig Biermann, astronomo tedesco (n. 1907)
- 1986 - Ladislao Brazionis, calciatore uruguaiano (n. 1929)
- 1986 - Juan Carlos Corazzo, calciatore e allenatore di calcio uruguaiano (n. 1907)
- 1986 - Assia Dagher, attrice e produttrice cinematografica egiziana (n. 1908)
- 1986 - Bob Kaufman, poeta statunitense (n. 1925)
- 1986 - Lars Leksell, medico svedese (n. 1907)
- 1986 - Isidoro Piubellini, ciclista su strada italiano (n. 1909)
- 1986 - Herbert Prince, calciatore inglese (n. 1892)
- 1986 - Eduardo Risso, canottiere uruguaiano (n. 1925)
- 1987 - Giuseppe Asquini, politico italiano (n. 1901)
- 1987 - Giuseppe Raggio, calciatore italiano (n. 1898)
- 1987 - André Tassin, calciatore francese (n. 1902)
- 1987 - Ernesto Valentini, psicologo e gesuita italiano (n. 1907)
- 1988 - Joe Albany, pianista statunitense (n. 1924)
- 1988 - Giuseppe Insalaco, politico italiano (n. 1941)
- 1988 - Connie Mulder, politico sudafricano (n. 1925)
- 1988 - Bruno Prevedi, tenore italiano (n. 1928)
- 1988 - Armando Rossi, attore e commediografo italiano (n. 1909)
- 1988 - Piero Taruffi, pilota automobilistico, pilota motociclistico e progettista italiano (n. 1906)
- 1989 - Adil Candemir, lottatore turco (n. 1917)
- 1989 - Franco Fanigliulo, cantautore italiano (n. 1944)
- 1990 - Whitey Dienelt, cestista statunitense (n. 1921)
- 1990 - John Hansen, calciatore e allenatore di calcio danese (n. 1924)
- 1990 - Laurence Peter, psicologo canadese (n. 1919)
- 1990 - Paul Pisk, compositore e musicologo austriaco (n. 1893)
- 1991 - Juan Carbonell, cestista spagnolo (n. 1906)
- 1991 - Pierina Gilli, mistica e veggente italiana (n. 1911)
- 1991 - Denis Innocentin, cestista italiano (n. 1961)
- 1991 - Tom Johannessen, calciatore norvegese (n. 1933)
- 1991 - Keye Luke, attore statunitense (n. 1904)
- 1991 - Franca Mazzoni, attrice italiana (n. 1912)
- 1991 - Vasco Pratolini, scrittore italiano (n. 1913)
- 1991 - Robert Jackson, politico australiano (n. 1911)
- 1991 - Giovanni Salamone, imprenditore italiano (n. 1948)
- 1992 - Antonio Sanna, medico e microbiologo italiano (n. 1917)
- 1993 - Józef Czapski, scrittore, pittore e militare polacco (n. 1896)
- 1993 - Pierre Nihant, pistard belga (n. 1925)
- 1993 - Rexhep Spahiu, calciatore e allenatore di calcio albanese (n. 1923)
- 1994 - Riccardo Monaco, politico e militare italiano (n. 1912)
- 1994 - Bruno Giordano Sanzin, poeta italiano (n. 1906)
- 1994 - Åsbjørn Skjærpe, calciatore norvegese (n. 1931)
- 1994 - John West Wells, paleontologo, biologo e geologo statunitense (n. 1907)
- 1995 - Kay Aldridge, attrice e modella statunitense (n. 1917)
- 1995 - Tino Carraro, attore italiano (n. 1910)
- 1995 - Rodolfo de Zorzi, calciatore argentino (n. 1921)
- 1995 - Takako Irie, attrice e produttrice cinematografica giapponese (n. 1911)
- 1995 - Conny Rux, pugile tedesco (n. 1925)
- 1996 - Cesare Curioni, religioso italiano (n. 1923)
- 1996 - Clemente Graziani, politico italiano (n. 1925)
- 1996 - Georg Johansson, calciatore svedese (n. 1910)
- 1996 - Jonas Jonsson, tiratore a segno svedese (n. 1903)
- 1996 - Rizzieri Rodeghiero, fondista e combinatista nordico italiano (n. 1919)
- 1996 - Ginevra Vivante, soprano italiano (n. 1902)
- 1996 - Bartel Leendert van der Waerden, matematico olandese (n. 1903)
- 1997 - Jean-Edern Hallier, scrittore francese (n. 1936)
- 1997 - Jean Hoerni, imprenditore e inventore svizzero (n. 1924)
- 1997 - Charles Brenton Huggins, fisiologo canadese (n. 1901)
- 1998 - Clyde Elmer Anderson, politico statunitense (n. 1916)
- 1998 - Roger Clark, pilota di rally britannico (n. 1939)
- 1998 - Adriano Guerrieri, generale italiano (n. 1916)
- 1998 - Marcello Minotto, scultore, orafo e disegnatore italiano (n. 1906)
- 1998 - Phyllis Nelson, cantante statunitense (n. 1950)
- 1998 - Ramón Sampedro, scrittore spagnolo (n. 1943)
- 1999 - Betty Lou Gerson, attrice e doppiatrice statunitense (n. 1914)
- 1999 - Félix Pironti, calciatore francese (n. 1921)
- 1999 - Riccardo Salvino, attore italiano (n. 1944)
- 1999 - Maria Sander, ostacolista e velocista tedesca (n. 1924)
- 2000 - Coventry Brown, calciatore inglese (n. 1910)
- 2000 - Marc Davis, disegnatore statunitense (n. 1913)
- 2000 - Ken Leslie, cestista e allenatore di pallacanestro statunitense (n. 1925)
- 2000 - Bobby Phills, cestista statunitense (n. 1969)

## XXI secolo(151)
- 2001 - Julián Arcas Sánchez, calciatore e allenatore di calcio spagnolo (n. 1926)
- 2001 - Manuel Aznar Acedo, giornalista spagnolo (n. 1916)
- 2001 - Gianluigi Bonelli, fumettista, scrittore e editore italiano (n. 1908)
- 2001 - Luiz Bonfá, chitarrista, compositore e cantante brasiliano (n. 1922)
- 2001 - József Csermák, martellista ungherese (n. 1932)
- 2001 - Bill Hewlett, imprenditore e ingegnere statunitense (n. 1913)
- 2001 - Vladimir Efimovič Semičastnyj, politico sovietico (n. 1924)
- 2001 - Adhemar da Silva, triplista brasiliano (n. 1927)
- 2002 - Bernard Bennett, giocatore di snooker inglese (n. 1931)
- 2002 - John Berger, fondista svedese (n. 1937)
- 2002 - Oleg Grigor'evič Jančenko, organista e compositore russo (n. 1939)
- 2002 - Violet Pakenham, scrittrice irlandese (n. 1912)
- 2002 - Ernest Pintoff, regista e sceneggiatore statunitense (n. 1931)
- 2002 - Cyrus Vance, politico e avvocato statunitense (n. 1917)
- 2002 - Carlo Zanelli, politico e dirigente sportivo italiano (n. 1911)
- 2003 - Dean Amadon, ornitologo e naturalista statunitense (n. 1912)
- 2003 - Michel Frutoso, calciatore francese (n. 1914)
- 2003 - Kinji Fukasaku, regista e scrittore giapponese (n. 1930)
- 2003 - Leopoldo Galtieri, generale e politico argentino (n. 1926)
- 2003 - Maurice Gibb, cantante, compositore e arrangiatore britannico (n. 1949)
- 2003 - Paul Pender, pugile statunitense (n. 1930)
- 2003 - Koloman Sokol, pittore, grafico e illustratore slovacco (n. 1902)
- 2003 - Tullio Tentori, antropologo italiano (n. 1920)
- 2003 - Eugenio Tomiolo, pittore, incisore e scultore italiano (n. 1911)
- 2004 - Ol'ga Aleksandrovna Ladyženskaja, matematica sovietica (n. 1922)
- 2004 - Randy VanWarmer, cantautore statunitense (n. 1955)
- 2004 - Sergio Vergazzola, calciatore e allenatore di calcio italiano (n. 1924)
- 2005 - Domiciano Cavém, calciatore portoghese (n. 1932)
- 2005 - Ken Farmer, hockeista su ghiaccio canadese (n. 1912)
- 2005 - Tullio Gonnelli, velocista italiano (n. 1912)
- 2005 - Amrish Puri, attore indiano (n. 1932)
- 2005 - Alessia di Matteo, italiano (n. 2003)
- 2005 - Francisc Șimon, pallanuotista rumeno (n. 1927)
- 2006 - Faisal bin Hamad Al Khalifa, nobile bahreinita (n. 1991)
- 2006 - Udo Thomer, attore tedesco (n. 1945)
- 2007 - Alice Coltrane, pianista, organista e arpista statunitense (n. 1937)
- 2007 - Jürg Federspiel, scrittore svizzero (n. 1931)
- 2008 - Charlie Aitken, calciatore scozzese (n. 1932)
- 2008 - Annie Ninchi, annunciatrice televisiva e conduttrice radiofonica italiana (n. 1926)
- 2009 - Claude Berri, regista, sceneggiatore e attore francese (n. 1934)
- 2009 - Russ Conway, attore canadese (n. 1913)
- 2009 - Friaça, calciatore brasiliano (n. 1924)
- 2009 - Paul Le Bohec, pedagogista francese (n. 1921)
- 2009 - Adriana Motti, giornalista e traduttrice italiana (n. 1924)
- 2010 - Zilda Arns, attivista, medico e missionaria brasiliana (n. 1934)
- 2010 - Daniel Bensaïd, filosofo, attivista e saggista francese (n. 1946)
- 2010 - Brian Damage, batterista statunitense (n. 1963)
- 2010 - Hal Devoll, cestista statunitense (n. 1923)
- 2010 - Altan Dinçer, cestista e allenatore di pallacanestro turco (n. 1932)
- 2010 - Yabby You, produttore discografico e cantante giamaicano (n. 1946)
- 2010 - Fina de Calderón, scrittrice, poetessa e compositrice spagnola (n. 1927)
- 2010 - Joseph Serge Miot, arcivescovo cattolico haitiano (n. 1946)
- 2010 - Gastone Parigi, politico italiano (n. 1931)
- 2010 - Ann Prentiss, attrice statunitense (n. 1939)
- 2011 - Clemar Bucci, pilota automobilistico argentino (n. 1920)
- 2011 - Hans Bütikofer, bobbista svizzero (n. 1915)
- 2011 - Ilona d'Asburgo-Lorena, nobile ungherese (n. 1927)
- 2011 - Paul Picerni, attore e militare statunitense (n. 1922)
- 2011 - Theodor Rădulescu, rugbista a 15 e allenatore di rugby a 15 rumeno (n. 1933)
- 2011 - Marija Strelenko, biatleta russa (n. 1976)
- 2011 - Georg Vinogradov, cestista estone (n. 1915)
- 2012 - Glenda Dickerson, regista teatrale statunitense (n. 1945)
- 2012 - Reginald Hill, scrittore britannico (n. 1936)
- 2013 - Amedeo Cattani, calciatore italiano (n. 1924)
- 2013 - Chuck Dalton, cestista e giocatore di baseball canadese (n. 1927)
- 2013 - Anna Lizaran, attrice spagnola (n. 1944)
- 2013 - Viktor Platan, pentatleta finlandese (n. 1919)
- 2013 - Roy Sinclair, calciatore inglese (n. 1944)
- 2013 - Koto Ōkubo, supercentenaria giapponese (n. 1897)
- 2014 - Alexandra Bastedo, attrice britannica (n. 1946)
- 2014 - Lorenzo Foà, fisico italiano (n. 1937)
- 2014 - Silvano Gelli, calciatore italiano (n. 1951)
- 2014 - Frank Marth, attore statunitense (n. 1922)
- 2014 - Gyula Török, pugile ungherese (n. 1938)
- 2014 - Ettore Venturelli, calciatore italiano (n. 1940)
- 2014 - Halet Cambel, archeologa turca (n. 1916)
- 2015 - John Bayley, scrittore e critico letterario britannico (n. 1925)
- 2015 - Germán Cobos, attore spagnolo (n. 1927)
- 2015 - Frank Glazer, pianista statunitense (n. 1915)
- 2015 - Elena Obrazcova, mezzosoprano russo (n. 1939)
- 2016 - Ivan Bukavšin, scacchista russo (n. 1995)
- 2016 - Marin Kovačić, allenatore di calcio e calciatore croato (n. 1943)
- 2016 - Ruth Leuwerik, attrice tedesca (n. 1924)
- 2016 - Meg Mundy, attrice e modella inglese (n. 1915)
- 2016 - David Sime, velocista statunitense (n. 1936)
- 2016 - Andrew Smith, cestista statunitense (n. 1990)
- 2016 - Carolyn D. Wright, poetessa statunitense (n. 1949)
- 2017 - Giulio Angioni, antropologo, scrittore e poeta italiano (n. 1939)
- 2017 - Meir Banai, cantautore e musicista israeliano (n. 1961)
- 2017 - Gianfranco Bettetini, regista, semiologo e critico televisivo italiano (n. 1933)
- 2017 - Eduardo Blasco Ferrer, filologo e linguista spagnolo (n. 1956)
- 2017 - William Peter Blatty, scrittore, sceneggiatore e regista statunitense (n. 1928)
- 2017 - Bob Fisher, cestista statunitense (n. 1925)
- 2017 - Frank Spellman, sollevatore statunitense (n. 1922)
- 2017 - Martha Swope, fotografa statunitense (n. 1928)
- 2017 - Graham Taylor, allenatore di calcio e calciatore inglese (n. 1944)
- 2018 - Silvio Bertoldi, giornalista e saggista italiano (n. 1920)
- 2018 - Françoise Dorin, drammaturga, scrittrice e paroliera francese (n. 1928)
- 2018 - Bella Emberg, attrice britannica (n. 1937)
- 2018 - Pierre Pincemaille, musicista e organista francese (n. 1956)
- 2018 - Heinrich von Stietencron, indologo e epigrafista tedesco (n. 1933)
- 2019 - Ezio Bicocca, ciclista su strada italiano (n. 1930)
- 2019 - Bonnie Guitar, cantautrice, musicista e produttrice discografica statunitense (n. 1923)
- 2019 - Bob Kuechenberg, giocatore di football americano statunitense (n. 1947)
- 2019 - Conrad Swan, ufficiale canadese (n. 1924)
- 2020 - Carlo Azzini, ciclista su strada italiano (n. 1935)
- 2020 - Antonio Capuozzo, giocatore di calcio a 5 italiano (n. 1980)
- 2020 - Paulo Gonçalves, pilota motociclistico portoghese (n. 1979)
- 2020 - Giorgio Merighi, tenore italiano (n. 1939)
- 2020 - Frank Nervik, calciatore norvegese (n. 1934)
- 2020 - Giampaolo Pansa, giornalista e scrittore italiano (n. 1935)
- 2020 - Orazio Scanzio, politico italiano (n. 1947)
- 2020 - Dick Schnittker, cestista statunitense (n. 1928)
- 2020 - Roger Scruton, filosofo britannico (n. 1944)
- 2021 - Howard Andrew, giocatore di poker statunitense (n. 1934)
- 2021 - Ugo Cardea, attore italiano (n. 1936)
- 2021 - Florentin Crihălmeanu, vescovo cattolico rumeno (n. 1959)
- 2021 - Noris De Stefani, cantante italiana (n. 1938)
- 2021 - Tommaso di Ciaula, scrittore, poeta e sceneggiatore italiano (n. 1941)
- 2021 - Francesco Magni, cantautore italiano (n. 1949)
- 2021 - Per Martinsen, calciatore norvegese (n. 1936)
- 2021 - Álvaro Mejía, atleta colombiano (n. 1940)
- 2021 - Sidik Mia, politico malawiano (n. 1965)
- 2021 - Kalala Ntumba, calciatore della Repubblica Democratica del Congo (n. 1949)
- 2021 - Osvaldo Peredo, medico, guerrigliero e politico boliviano (n. 1941)
- 2021 - Mona Malm, attrice svedese (n. 1935)
- 2021 - Khalid bin Abd Allah bin Abd al-Rahman Al Sa'ud, principe e imprenditore saudita (n. 1937)
- 2022 - Marie-José Denys, politica francese (n. 1950)
- 2022 - Everett Lee, direttore d'orchestra e violinista statunitense (n. 1916)
- 2022 - Ronnie Spector, cantante statunitense (n. 1943)
- 2022 - Maurice Walsh, calciatore maltese (n. 1930)
- 2023 - Gerrie Coetzee, pugile sudafricano (n. 1955)
- 2023 - Biagio Conte, missionario italiano (n. 1963)
- 2023 - Henri De Wolf, ciclista su strada e dirigente sportivo belga (n. 1936)
- 2023 - Vittorio Garatti, architetto italiano (n. 1927)
- 2023 - Paul Johnson, storico, giornalista e saggista britannico (n. 1928)
- 2023 - Valentina Lutaeva, pallamanista sovietica (n. 1956)
- 2023 - Sulambek Mamilov, regista sovietico (n. 1938)
- 2023 - Lisa Marie Presley, cantautrice statunitense (n. 1968)
- 2024 - Amir Bhatia, imprenditore e politico britannico (n. 1932)
- 2024 - Richard Bukacki, ciclista su strada olandese (n. 1946)
- 2024 - Bill Hayes, attore e cantante statunitense (n. 1925)
- 2024 - Jacques Lefèvre, schermidore francese (n. 1928)
- 2025 - Leslie Charleson, attrice statunitense (n. 1945)
- 2025 - Alberto Colla, compositore, teorico della musica e saggista italiano (n. 1968)
- 2025 - Claude Jarman Jr., attore statunitense (n. 1934)
- 2025 - Masahiro Mori, ingegnere giapponese (n. 1927)
- 2025 - Darryl Pearce, cestista australiano (n. 1960)
- 2025 - Isaías Rodríguez, giurista, politico e diplomatico venezuelano (n. 1942)
- 2025 - Giampiero Schiavo, calciatore italiano (n. 1939)
- 2025 - Lynne Taylor-Corbett, coreografa e regista teatrale statunitense (n. 1946)